# نورافکن (ترانه مدونا)
«نورافکن» (به انگلیسی: Spotlight) تک‌آهنگی از هنرمند اهل ایالات متحده آمریکا مدونا است که در سال ۱۹۸۸ میلادی منتشر شد. 